# Chōsa Yoshiyuki
Chōsa Yoshiyuki (japanisch 帖佐 美行, eigentlich bei gleicher Lesung 帖佐 良行; geboren 25. März 1915 in Kagoshima; gestorben 10. September 2002 in Setagaya, Tōkyō) war ein japanischer Metallkünstler.

## Leben und Wirken
Chōsa Yoshiyuki studierte ab 1930 unter Kobayashi Shōun (小林 照雲), ab 1940 unter Unno Kiyoshi (海野 清; 1884–1956). 1941 erhielt er auf der Ausstellung der „Bijutsu Kyōkai“ (美術協会展) eine Silber- und eine Bronzemedaille, 1942 wurde er zum ersten Mal zur Ausstellungsreihe „Shin-Bunten“ zugelassen.
Nach dem Pazifikkrieg stellte er auf der „Nitten“ aus, 1953 eine Vase mit Drachendekoration (龍文象嵌花瓶) aus. 1955 wurde er auf der Nitten ausgezeichnet. 1957 wurde er zu Juror ernannt. 1958 beteiligte er sich an der Gründung der „Vereinigung der Metallkünstler Japans“ (日本金工作家協会, Nihon kinkō sakka kyōkai), 1861 an der Gründung der (現代工芸美術家協会, Gendai kōgei bijutsu-ka kyōkai).
1962 wurde Chōsa auf der Nitten mit dem Preis des Kultusministers (文部大臣賞, Mombu-dajin shō) ausgezeichnet, 1966 erhielt er für das Metallgefäß „Doppelkonzept nächtliches Leuchten“ (夜光双想, Yakō sōsō) den Preis der Japanischen Akademie der Künste. 1974 wurde er Mitglied der Akademie der Künste. 1977 wurde er Mitglied des japanischen Komitees des World Crafts Council. 1978 beteiligte er sich an der „Liga neuer Kunsthandwerker Japans“ (日本新工芸家連盟, Nihon shinkōgeika remmei) und wurde ab 1982 ihr Vorsitzender.
Chōsas Thema ist moderne Schönheit im Einklang mit dem Leben. Er ergänzte traditionelle Arbeitsweisen, indem er Techniken wie Schweißen hinzu nahm. Seiner Thesen legte er in dem Buch „Neues Kunsthandwerk – Schönheit zum Leben erwecken“ (新工芸──美にいきる, Shin-kōgei – Bi ni ikiru).
1987 wurde Chōsa als Person mit besonderen kulturellen Verdiensten geehrt und 1993 mit dem Kulturorden ausgezeichnet.